# 崔咏梅
崔咏梅（1969年1月23日—），中国女子排球运动员。她在1988年夏季奥林匹克运动会中，参加了女子排球比赛并获得铜牌。后来她又在1996年夏季奥林匹克运动会中，参加了女子排球比赛并获得银牌。